# Trận Warszawa 1920
Trận Warszawa 1920 (tiếng Ba Lan: Bitwa warszawska 1920), là một bộ phim sử thi của Ba Lan, được đạo diễn bởi Jerzy Hoffman nói về Trận Warszawa (1920) giữa Ba Lan và Nga trong cuộc Chiến tranh Nga-Ba Lan (1919-1921). Đây là bộ phim 3D đầu tiên trong lịch sử điện ảnh Ba Lan và là phim đắt giá hàng đầu trong lịch sử Ba Lan với tới 9 triệu USD được bỏ ra để làm. Đây chính là một trong những phim có quy mô lớn nhất trong lịch sử Ba Lan hiện đại.

## Bối cảnh
Chàng thanh niên Jan (Boris Szyc), một chàng trai miền quê, sau khi kết thúc Chiến tranh thế giới thứ nhất đã trở về Ba Lan mới độc lập được một năm, thế nhưng, khi lại đang phải đối mặt với cuộc tấn công từ Nga Xô viết dưới sự lãnh đạo của Vladimir Lenin. Jan vì tiếng gọi của Tổ quốc và niềm tin Công giáo mãnh liệt, đã quyết định ra đi sau khi cưới người tình của mình, cô ca sĩ đồng quê Ola (Natasza Urbańska), để thực hiện nghĩa vụ bảo vệ đất nước.
Khi các lực lượng Nga tiếp cận Warsaw vào tháng Tám năm 1920, Pilsudski (Daniel Olbrychski), chỉ huy quân Ba Lan mở các cuộc phản công. Chiến thắng bất ngờ của Ba Lan trong trận Warsaw đánh dấu kết quả tổng thể của cuộc chiến tranh. Bộ phim là một cái nhìn trong cuộc chiến thông qua những trải nghiệm của hai cá nhân: Vũ công Ola (Natasza Urbanska) và người lính Jan (Borys Szyc).

## Diễn viên
- Daniel Olbrychski vai Józef Piłsudski
- Borys Szyc vai Jan Krynicki
- Natasza Urbańska vai Ola Raniewska
- Marian Dziędziel as Tadeusz Rozwadowski
- Olga Kabo as Sofiya Nikolayevna
- Bogusław Linda as Bolesław Wieniawa-Długoszowski
- Jerzy Bończak as Captain Kostrzewa
- Łukasz Garlicki as chaplain Ignacy Skorupka
- Ewa Wiśniewska as Ada
- Aleksandr Domogarov as Kryshkin
- Stanisława Celińska as Zdzisia
- Adam Ferency as chekist Bukowski
- Andrzej Strzelecki as Wincenty Witos
- Wiktor Zborowski as Charles de Gaulle
- Wojciech Pszoniak as Maxime Weygand
- Viktor Balabanov as Vladimir Lenin
- Igor Guzun as Joseph Stalin

## Đánh giá
Trên trang phim IMDB, bộ phim bị đánh giá thấp với 4,2/10 điểm với 1.312 lượt đánh giá